# Spolorm
Spolorm, Ascaris, er en slægt af parasitiske rundorm.

## Arter
- Ascaris lumbricoides – kan forårsage infektion i mennesker: askariasis
- Ascaris suum – infektion i svin

| Biologi | Spire Denne artikel om biologi er en spire som bør udbygges. Du er velkommen til at hjælpe Wikipedia ved at udvide den. |